# Contea di Chengmai
La contea di Chengmai (澄迈县S, Chéngmài XiànP) è una contea della Cina, situata nella provincia di Hainan].